# Ильинская волость (Ростовский уезд)
Ильинская волость  — волость в составе Ростовского уезда Ярославской губернии Российской империи. Административный центр — село Ильинское-Хованское.

## География
На 1885 г. Ильинская волость являлась пограничной волостью Ростовского уезда. С севера она граничила Ивашевской волостью, с запада — с Щадневскою, с юга — с Горской, с востока — с Юрьевским уездом Владимирской губернии, от которого отделялась рекою Нерль.
Площадь Ильинской волости состояла из 5633 десятин. Надельной земли — 4846 дес., а каждый душевной надел в отдельности был равен 3 десятинам, из которых 1,108 должно было быть отчислено на долю пашни.
Грунт волости песчаный, глинистый, частью болотистый. Леса в волости было крайне мало, всего 257 дес., из которых только 30 дес. принадлежала крестьянам, а остальные 227 различным владельцам.

## Состав волости

### Населённые пункты
| №  | Название                | тип населенного пункта | приход церкви какого села                   | современное расположение                                       |
| -- | ----------------------- | ---------------------- | ------------------------------------------- | -------------------------------------------------------------- |
| 1  | Брянцево                | деревня                | с. Ильинское                                | не существует, территория Ильинского района Ивановской области |
| 2  | Выползово               | деревня                | с. Ильинское                                | Ильинский район, Ивановская область                            |
| 3  | Деревеньки              | деревня                | с. Алексеевское, что в Гарях                | Ильинский район, Ивановская область                            |
| 4  | Ильинское-Хованское     | село                   | в селе две церкви 1731 и 1819 гг. постройки | Ильинский район, Ивановская область                            |
| 5  | Матвеевское             | деревня                | с. Ильинское                                | не существует, территория Ильинского района Ивановской области |
| 6  | Никитинское             | деревня                | с. Назорное                                 | Ильинский район, Ивановская область                            |
| 7  | Оленино                 | деревня                | с. Назорное                                 | Ильинский район, Ивановская область                            |
| 8  | Полянка                 | деревня                | с. Назорное                                 | Ильинский район, Ивановская область, д. Полянки                |
| 9  | Романцево               | деревня                | с. Назорное                                 | не существует, территория Ильинского района Ивановской области |
| 10 | Редриково               | деревня                | с. Назорное                                 | Ильинский район, Ивановская область                            |
| 11 | Семернино               | деревня                | с. Назорное                                 | не существует, территория Ильинского района Ивановской области |
| 12 | Сертино (Серетино)      | деревня                | с. Ильинское                                | урочище, территория Ильинского района Ивановской области       |
| 13 | Санниково               | деревня                | с. Назорное                                 | Ильинский район, Ивановская область                            |
| 14 | Шишкино                 | деревня                | с. Ильинское                                | Ильинский район, Ивановская область                            |
| 15 | Ширяево                 | деревня                | с. Ильинское                                | Ильинский район, Ивановская область                            |
| 16 | Якольское (Яковлевское) | деревня                | с. Ильинское                                | Ильинский район, Ивановская область                            |
| 17 | Назорное                | село                   | в селе церковь 1809 г. постройки            | Ильинский район, Ивановская область                            |

## История
В Ильинскую волость на 1885 г. входило всего одно сельское общество — Ильинское.
В декабре 1923 г. в ходе укрупнения волостей в состав Ильинской волости вошли селения Ильинской, Гарская, Ивашевская, части Щадневской и Щениковской волостей Ростовского уезда.
В 1929 г. Ильинская волость была упразднена, её территории вошли в состав новообразованного Ильинского района.

## Население
На 1885 г. числилось 1609 ревизских душ. По семейным спискам: 1618 душ мужского пола, 2354 — женского, а всего 3972 человека, живущих в 605 дворах, расположенных в 17 селениях волости.